# Jaderná elektrárna Gösgen
Švýcarská jaderná elektrárna Gösgen (zkráceně: KKG nebo KKW Gösgen) se nachází v oblasti obce Däniken v kantonu Solothurn na řece Aaře. Provozovatelem je společnost Kernkraftwerk Gösgen-Däniken AG. Do komerčního provozu byl závod uveden v listopadu 1979. 
První diskuse o výstavbě třetí švýcarské jaderné elektrárny začaly v roce 1966. V roce 1970 byla federálním úřadům podána formální žádost. Zpočátku se počítalo s chlazením vodou z řeky, ale plány musely být upraveny, aby splňovaly nové federální nařízení, které v roce 1971 takové systémy pro budoucí závody zakazovalo. Po zavedení chladicí věže vydaly úřady povolení k umístění 31. října 1972. Stavba byla zahájena v létě 1973, poté co byla udělena řada místních povolení. 
Gösgen byla první jadernou elektrárnou ve třídě reaktorů o výkonu 1000 megawattů ve Švýcarsku. Hrubý nominální výkon byl zvýšen z počátečních 970 MW prostřednictvím expanzních projektů (v roce 1992 až 990 MW, 1996 až 1020 MW a v letech 2009 až 2014 na současnou hodnotu 1060 MW brutto). Prostřednictvím opatření ke zlepšení účinnosti jako jsou optimalizované lopatky na vysokotlaké turbíně, lepší separace vody u vysokotlaké turbíny, modernizace chladicí věže s lepším chladicím účinkem a nové rotory nízkotlakých turbín, bylo možné zvýšit dodávky elektrické energie na výkon na 1010 megawattů beze změny tepelného výkonu. 